# Paraschistochila pinnatifolia
Paraschistochila pinnatifolia là một loài rêu tản trong họ Schistochilaceae. Loài này được (Hook.) R.M. Schust. miêu tả khoa học lần đầu tiên năm.